# Maria Anna Lindmayr
Maria Anna Lindmayr, (Munique, 24 de setembro de 1657 – Munique, 6 de dezembro de 1726) de seu nome completo Maria Anna Josepha von Jesus Lindmayr, foi uma freira carmelita descalça e famosa mística católica que afirmou ter recebido inúmeras revelações privadas por parte de algumas almas do purgatório.

## Primeiros anos de vida
Maria Anna Lindmayr nasceu a 24 de setembro de 1657 em Munique, na Alemanha, filha de Franz Lindmayr, camareiro do Príncipe Regente Maximiliano Filipe Jerónimo, Duque da Baviera-Leuchtenberg (segundo filho de Maximiliano I de Wittelsbach) e de Maria Eva Lindmayr, que deu aos seus filhos uma educação de estrita piedade católica e estimulou neles uma firme devoção a Nossa Senhora de Altötting. A casa da família Lindmayr foi sempre profundamente religiosa.
Foi batizada no próprio dia do seu nascimento na Paróquia de São Pedro, a mais antiga de Munique. Na sua família contava com 14 irmãos (seis meninos e oito meninas): entre estes, uma irmã sua tornou-se também religiosa carmelita; quatro irmãos tornaram-se sacerdotes, dois deles sacerdotes carmelitas, um sacerdote premonstratense e um sacerdote diocesano.
No baptismo foi-lhe dado o nome de "Maria do resgate dos prisioneiros" que, mais tarde, ganhou um valor simbólico profundo para Maria Anna. 

## A vida religiosa
No dia 29 de Novembro de 1672, Maria Anna Lindmayr fez uma confissão geral. Todavia, apenas tomou parte na Ordem dos Carmelitas no dia 16 de Julho de 1687, mediante a imposição do Escapulário de Nossa Senhora do Carmo e enquanto carmelita da Ordem Terceira. Foi grande o seu desgosto, nessa mesma data, de não poder ingressar logo num convento, e, de acordo com as suas próprias declarações, foram várias as vezes que tinha pedido a admissão a vários mosteiros, mas viu rejeitados esses mesmos pedidos.
Foi apenas no mês de Outubro de 1711 que Maria Anna ingressou oficialmente num convento em Munique (apesar da sua entrada datar de 17 de Setembro de 1711). Inicialmente ainda como carmelita da Ordem Terceira, no dia 22 de Maio de 1713 fez a sua profissão religiosa e, no dia 10 de Junho desse mesmo ano, foi-lhe investido o hábito religioso do Carmelo e atribuído o nome religioso de Irmã Josefa de Jesus.
Em Março de 1716, por três anos, foi eleita Madre Superiora do convento, e em 1719, novamente, por mais três anos, foi re-eleita priora. Em 1722 quando, pela terceira vez, recebeu a nomeação de priora do Convento da Trindade, Maria Anna recusou-se a tal cargo, mas convencida pelas religiosas da comunidade acedeu a tornar-se, pelo menos, mestra de noviças até 1726. 
Para se aproximar de Deus, flagelava-se, entre outras coisas, privando-se de alimentos, usando correntes com espigões, batendo-se com uma vara ou dormindo sobre urtigas. .
Faleceu com fama de santidade no dia 6 de Dezembro de 1726 e foi enterrada na cripta do convento no dia 17 desse mesmo mês.

## Escritos espirituais
Maria Anna Lindmayr, nos seus escritos espirituais, expôs revelou as suas revelações privadas e os seus alegados diálogos mantidos com as almas do purgatório. Essas mesmas revelações foram compiladas no seu diário e, posteriormente, com o consentimento do seu director espiritual foram publicadas e traduzidas em diversas línguas.
- Maria Anna Lindmayr; Mein verkehr mit armen seelen - Aus dem Tagebuch einer Karmelitin. 144 pp. Christiana-Verlag, Stein am Rhein, 1999.
- Maria Anna Lindmayr; As minhas relações com as almas do purgatório. 152 pp. Edições Boa Nova, Requião, 2003.
- Maria Anna Lindmayr; Mes relations avec les âmes du purgatoire - Journal d'une carmélite. 160 pp. Editions du Parvis, Suíça, 2013.

Dos seus escritos, destacam-se as seguintes citações:
"Já alguns anos antes que Deus Se dignasse conceder-me a graça de comunicar com as Almas do Purgatório, eu lhes fui dando testemunho ou prova da minha afeição por elas. Aprendi muito com esta prática das virtudes, e precisamente porque as próprias almas me avisavam e aconselhavam com todo o cuidado, não caía facilmente numa falta. Mas, em tudo isso, eu não pensava em nenhuma outra coisa e muito menos ainda eu poderia sonhar com libertar assim as Almas do Purgatório." (LINDMAYR, 2003, pág. 27)
"Há já alguns anos que eu recebo, da parte das Almas do Purgatório, muitos avisos e isso de diversos modos, isto é, na medida em que eu mesma progrido na prática das virtudes. Sempre pedi a Deus que me libertasse de tais manifestações com receio de que o Maligno se intrometesse nelas e assim me enganasse." (LINDMAYR, 2003, pág. 28)
"As pobres almas mostraram-me que, no outro mundo, tudo está calculado com uma exactidão absoluta e que, nesta vida, dificilmente se pode fazer uma ideia perfeita dessa duração. [...] A permanência no Purgatório dura muitas vezes algumas centenas de anos. Tudo isso me fez ver como é grande a ofensa feita a Deus pelo pecado e que tudo quanto não foi expiado nesta vida o deve ser na outra." (LINDMAYR, 2003, pág. 51)
"As pobres Almas do Purgatório fizeram-me ver que no outro mundo tudo é tão exactamente contado e examinado que quase se não pode fazer uma ideia disso mesmo, nesta vida, e que no Além tudo veremos de uma forma absolutamente diferente daquela que poderemos imaginar neste mundo." (LINDMAYR, 2003, pág. 54)